# Prince Zion Ogunfeyimi
Prince Zion Ogunfeyimi (ur. 1950) – nigeryjski piłkarz grający na pozycji bramkarza. W swojej karierze grał w reprezentacji Nigerii.

## Kariera klubowa
W swojej karierze piłkarskiej Ogunfeyimi grał w klubie Shooting Stars FC.

## Kariera reprezentacyjna
W 1976 roku Ogunfeyimi został powołany do reprezentacji Nigerii na Puchar Narodów Afryki 1978. Był na nim rezerwowym bramkarzem i nie rozegrał żadnego meczu. Z Nigerią zajął 3. miejsce w tym turnieju.